# Hemeroblemma orcus
Hemeroblemma orcus är en fjärilsart som beskrevs av Guido Benno Feige 1971. Hemeroblemma orcus ingår i släktet Hemeroblemma och familjen nattflyn. Inga underarter finns listade i Catalogue of Life.